# Список україномовних інтернет-ЗМІ
Список україномовних інтернет-ЗМІ містить перелік інтернет-видань, що публікують або транслюють новини, статті, оновлення та будь-яку супутню інформацію українською мовою, незалежно від фізичного розташування серверів, на яких розміщено сайт, чи країни, у якій зареєстровано це інтернет-видання.

## Власники
Більшість великих українських онлайн-ЗМІ належать олігархам і так чи інакше висвітлюють потрібну тим точку зору. Олігархи контролюють як онлайнові, так і звичайні ЗМІ, наприклад, телебачення, радіо, друковану пресу. Серед п'яти найбільших новинних сайтів України два належать одним із найбагатших українських олігархів Рінату Ахметову та Ігорю Коломойському, два — колишнім або чинним чиновникам та депутатам Михайлу Бродському та Андрію Садовому. Лише один з п'ятірки найпопулярніших українських політичних новинних сайтів, РБК-Україна, належить медіабізнесмену Йосипові Пінтусу.
11 липня 2022 року Ринат Ахметов заявив, що змушений вивести свою інвесткомпанію SCM з медійного бізнесу. 12 липня SCM розпочала процедури припинення випуску друкованих ЗМІ та анулювання ліцензій Медіа Групи Україна.

## Критерії включення
Інтернет-видання, що публікують новини українською мовою або хоча би мають україномовну версію сайту (за популярністю). До списку увійшли топ 50 найпопулярніших українських інтернет-ЗМІ (включно з сайтами традиційних медіа, як от радіо, телеканалів, журналів, газет тощо) за даними незалежних міжнародних рейтингів популярності сайтів Alexa Internet та SimilarWeb
До списку не увійшли:
- новинні агрегатори
- сайти про погоду
- сайти держструктур, включно з загальноукраїнськими, муніципальними тощо
- сайти виключно з телепрограмами
- сайти виключно з результатами спортивних матчів
- сайти, на яких основний контент створюється користувачами, а не професійними журналістами
- сайти, для яких створення і поширення новин не є основною діяльністю.

## Перелік україномовних інтернет-ЗМІ
|     | Назва видання                         | Домен сайту               | Заснування        | Місце в світовому рейтингу SimilarWeb | Короткий опис | Доступні мови                                                                           |
| --- | ------------------------------------- | ------------------------- | ----------------- | ------------------------------------- | --- | --------------------------------------------------------------------------------------- |
| 1   | Новини 1+1                            | 1plus1.ua                 |                   | 60891                                 | розділ новин, сайт каналу 1+1, належить олігарху Ігорю Коломойському | українська, російська                                                                   |
| 2   | 5 канал                               | 5.ua                      |                   | 45429                                 | новини, сайт новин 5 каналу | українська, російська                                                                   |
| 3   | 7 днів                                | 7dniv.rv.ua               | 24 вересня 1993   | 739709                                | новини | українська                                                                              |
| 4   | 20 хвилин                             | 20minut.ua                |                   | 78430                                 | новини | українська                                                                              |
| 5   | 24 канал                              | 24tv.ua                   | 1 березня 2006    | 3263                                  | сайт телеканалу «24», належить політику Андрію Садовому | українська, російська                                                                   |
| 6   | AgroNews                              | agronews.ua               |                   | 316851                                | аграрна тематика | українська                                                                              |
| 7   | Агрополіт                             | agropolit.com             | 2016              | 687035                                | новини | українська                                                                              |
| 8   | AIN.UA                                | ain.ua                    | 1 березня 1999    | 129505                                | новини | українська, англійська, російська                                                       |
| 9   | Апостроф                              | apostrophe.ua             | 11 серпня 2014    | 9258                                  | новини | українська, англійська, російська                                                       |
| 10  | Бабай                                 | babai.co.ua               | 2018              | 7130628                               | українська горор-література та містика | українська                                                                              |
| 11  | Бабель                                | babel.ua                  | 17 вересня 2018   | 93271                                 | новини | українська, англійська, російська                                                       |
| 12  | BBC News Україна                      | bbc.com/ukrainian         |                   | нд                                    | новини, український підрозділ британського суспільного медіа-холдингу BBC | українська, російська                                                                   |
| 13  | Брутальний Футбол                     | bfootball.com.ua          |                   | нд                                    | спортивна тематика | українська                                                                              |
| 14  | Бердянськ 24                          | brd24.com                 | 21 квітня 2010    | 992674                                | новини | українська                                                                              |
| 15  | Букви                                 | bykvu.com                 | 24 лютого 2015    | 478464                                | новини | українська, англійська                                                                  |
| 16  | Цензор.нет                            | censor.net                | 2004              | 1346                                  | новини, належить журналісту Юрію Бутусову | українська, англійська, російська                                                       |
| 17  | Chas News                             | chas.news                 |                   | 73575                                 | новини | українська, російська                                                                   |
| 18  | Козацький край                        | cossackland.org.ua        | січня 2011        | нд                                    | суспільно-історичне | українська                                                                              |
| 19  | Цукр                                  | cukr.city                 | 2019              | 1558243                               | новини | українська                                                                              |
| 20  | DailyLviv.com                         | dailylviv.com             | 28 липня 2001     | 293037                                | львівський новинний сайт | українська                                                                              |
| 21  | День                                  | day.kyiv.ua               |                   | 345855                                | онлайн версія газети День | українська, російська, англійська                                                       |
| 22  | DeepStateMapLive                      | deepstatemap.live         |                   | 1596                                  | новини війни Росії проти України на мапі | українська, англійська                                                                  |
| 23  | Defense Express                       | defence-ua.com            | 2 вересня 2013    | 26498                                 | огляд військової техніки, озброєнь та ОПК України | українська, англійська                                                                  |
| 24  | Depo.ua                               | depo.ua                   |                   | 172113                                | новини | українська, російська                                                                   |
| 25  | Детектор медіа                        | detector.media            | 8 лютого 2016     | 77238                                 | медійна тематика | українська                                                                              |
| 26  | Думська                               | dumskaya.net              |                   | 15176                                 | новини | українська, російська                                                                   |
| 27  | Deutsche Welle українською            | dw.com                    | 27 березня 2000   | 2198                                  | український підрозділ німецького суспільного медіа-холдингу DW | українська                                                                              |
| 28  | Дзеркало медіа                        | dzerkalo.media            |                   | 356892                                | новини | українська                                                                              |
| 29  | Освітня політика                      | education-ua.org          |                   | 3657516                               | освітня тематика | українська, російська                                                                   |
| 30  | Економічна правда                     | epravda.com.ua            |                   | 15561                                 | економічна тематика | українська, російська                                                                   |
| 31  | Еспресо TV                            | espreso.tv                |                   | 7351                                  | новини, новинний сайт та телеканал, належить політику Миколі Княжицькому | українська, російська, англійська                                                       |
| 32  | Європейська правда                    | eurointegration.com.ua    |                   | 14367                                 | євроатлантична тематика | українська, російська, англійська                                                       |
| 33  | Експрес                               | expres.online             |                   | 52917                                 | новини | українська                                                                              |
| 34  | Факти ICTV                            | fakty.com.ua              |                   | 15610                                 | сайт новинної програми «Факти» на каналі ICTV, належить олігарху Віктору Пінчуку | українська, російська, англійська                                                       |
| 35  | Finance.ua                            | finance.ua                |                   | 28494                                 | новини | українська, російська                                                                   |
| 36  | Фокус                                 | focus.ua                  |                   | 6693                                  | новини | українська, російська                                                                   |
| 37  | Football.ua                           | football.ua               | 2006              | 7882                                  | спортивна тематика | українська                                                                              |
| 38  | Футбол 24                             | football24.ua             | 2010              | 15482                                 | спортивна тематика, належить політику Андрію Садовому | українська, російська                                                                   |
| 39  | Donbas Frontliner                     | frontliner.com.ua         | травня 2021       | 11201735                              | новини | українська, англійська                                                                  |
| 40  | Гал-інфо                              | galinfo.com.ua            | 2005              | 299657                                | новини, аналітика | українська                                                                              |
| 41  | Gazeta.ua                             | gazeta.ua                 | 11 березня 2006   | 8267                                  | новини | українська, російська                                                                   |
| 42  | Українська газета в Італії            | gazetaukrainska.com       |                   | 4292780                               | новини | українська                                                                              |
| 43  | Ґвара Медіа                           | gwaramedia.com            | 23 серпня 2015    | 262171                                | новини Харкова, новини Харківщини, статті про життя у прифронтовому регіоні, репортажі з фронту                                                                                             | українська, англійська                                                                  |
| 44  | Главком                               | glavcom.ua                | 29 грудня 2009    | 11608                                 | новини | українська, російська                                                                   |
| 45  | Главред                               | glavred.net               | 27 грудня 2010    | 55424                                 | новини | українська, російська                                                                   |
| 46  | Голос України                         | golos.com.ua              |                   | 597893                                | новини | українська, російська                                                                   |
| 47  | Гордон                                | gordonua.com              | 22 листопада 2013 | 9261                                  | новини, належить журналісту та політику Дмитру Гордону | українська, англійська, російська                                                       |
| 48  | Gosta Media                           | gosta.media               | 26 листопада 2022 | 1428821                               | статті та новини з різних галузей: медицина, криптовалюта, гемблінг, технології та IT, бізнес, інвестиції, повсякденне життя, психологія, наука та освіта тощо                              | українська                                                                              |
| 49  | Ґрунт                                 | grnt.media                | 24 лютого 2022    | 897207                                | новини | українська                                                                              |
| 50  | GSMinfo                               | gsminfo.com.ua            | 2019              | 35828                                 | Технології, новини | українська                                                                              |
| 51  | Громадське телебачення                | hromadske.ua              | 22 листопада 2013 | 32192                                 | новини | українська, російська, англійська                                                       |
| 52  | Інститут масової інформації           | imi.org.ua                | 1995              | 981707                                | новини | українська, англійська                                                                  |
| 53  | Інформатор                            | informator.ua             | 2016              | 12500                                 | новини | українська, російська                                                                   |
| 54  | Inspired                              | inspired.com.ua           |                   | 2194804                               | розваги | українська                                                                              |
| 55  | Новини «Інтеру»                       | inter.ua                  |                   | 495527                                | розділ новин на сайті каналу Інтер, належить олігарху Дмитру Фірташу | українська, російська, англійська                                                       |
| 56  | Інтерфакс-Україна                     | interfax.com.ua           | 1992              | 51674                                 | новини, створене російським інформаційним агентством Інтерфакс | українська, російська, англійська                                                       |
| 57  | Історична правда                      | istpravda.com.ua          | 2010              | 327978                                | суспільно-історичне | українська                                                                              |
| 58  | KibOrg News                           | kiborg.news               | 2022              | 7382878                               | новини | українська                                                                              |
| 59  | КіноБаза                              | kinobaza.com.ua           |                   | 186141                                | кінематографічна тематика | українська                                                                              |
| 60  | Кіноколо                              | kinokolo.ua               |                   | нд                                    | кінематографічна тематика | українська                                                                              |
| 61  | Корупція                              | korupciya.com             |                   | 1176082                               | новини | українська, російська                                                                   |
| 62  | Korydor                               | korydor.in.ua             | 2010              | 7485432                               | новини культури | українська, англійська                                                                  |
| 63  | Лівий берег                           | lb.ua                     | 2009              | 32958                                 | новини, онлайн-версія газети Лівий берег | українська, англійська                                                                  |
| 64  | LegalHub.online                       | legalhub.online           | 2018              | 3732818                               | бізнес тематика, юридичні новини | українська                                                                              |
| 65  | Національний ЛГБТ-портал України      | lgbt.org.ua               |                   | нд                                    | ЛГБТ-тематика | українська, російська, англійська                                                       |
| 66  | Львівська Мануфактура Новин           | lmn.in.ua                 | 2018              | 332825                                | новини | українська                                                                              |
| 67  | Meteoprog.ua                          | meteoprog.ua              |                   | 3369031                               | прогноз погоди | українська, англійська (загалом 37 мовами)                                              |
| 68  | Український мілітарний портал         | mil.in.ua                 | 20 лютого 2009    | 29116                                 | мілітарна тематика | українська, англійська                                                                  |
| 69  | Мінфін                                | minfin.com.ua             | 13 листопада 2007 | 6970                                  | економічна тематика | українська, російська                                                                   |
| 70  | Moviegram                             | moviegram.com.ua          |                   | 5206745                               | кінематографічна тематика | українська                                                                              |
| 71  | Movies tape                           | moviestape.net            |                   | 29386                                 | кінематографічна тематика | українська                                                                              |
| 72  | Народна правда                        | narodna-pravda.ua         |                   | 1052483                               | новини | українська, російська                                                                   |
| 73  | Nenws Media                           | nenws.com                 | 2023              | 2185452                               | новини | українська, англійська, іспанська, німецька, польська, португальська, французька        |
| 74  | NGL.media                             | ngl.media                 | січня 2013        | 669713                                | новини, розслідування | українська, англійська                                                                  |
| 75  | Новини N                              | novosti-n.org             | 8 лютого 2005     | 36653                                 | новини | українська, російська                                                                   |
| 76  | Новини Нового каналу                  | novy.tv                   |                   | 90570                                 | сайт новин Нового каналу, належить олігарху Віктору Пінчуку | українська, російська                                                                   |
| 77  | Новинарня                             | novynarnia.com            | січня 2016        | 143298                                | новини | українська                                                                              |
| 78  | Новини Полтавщини                     | np.pl.ua                  |                   | 488989                                | новини | українська                                                                              |
| 79  | НВ                                    | nv.ua                     | 2014              | 2850                                  | новини, належить бізнесмену Томашу Фіалі | українська, російська, англійська                                                       |
| 80  | Обозреватель                          | obozrevatel.com           | 2001              | 994                                   | новини, належить олігарху Михайлу Бродському | українська, російська                                                                   |
| 81  | ONLINE.UA                             | online.ua                 | 2015              | 78241                                 | новини | українська, англійська, російська                                                       |
| 82  | Освітній портал                       | op.ua                     | 2003              | 624729                                | освітня тематика | українська                                                                              |
| 83  | Освіта.ua                             | osvita.ua                 | 2007              | 20979                                 | освітня тематика, належить видавництву «Плеяди» | українська, російська                                                                   |
| 84  | Петро і Мазепа                        | petrimazepa.com           | 2013              | 1570842                               | новини | українська, російська, англійська                                                       |
| 85  | Фензін «Підвал»                       | pidval.wordpress.com      | 2015              | 12948749                              | українська горор-література та містика | українська                                                                              |
| 86  | Pingvin.pro                           | pingvin.pro               |                   | 1102230                               | розваги | українська                                                                              |
| 87  | PlayUA                                | playua.net                |                   | 459471                                | розваги | українська                                                                              |
| 88  | Львівський портал                     | portal.lviv.ua            | 23 жовтня 2003    | 241343                                | новини | українська                                                                              |
| 89  | Поступ                                | postup.brama.com          |                   | нд                                    | новини | українська                                                                              |
| 90  | Українська правда                     | pravda.com.ua             | 16 квітня 2000    | 977                                   | новини | українська, російська, англійська                                                       |
| 91  | Прочерк                               | procherk.info             | 1 липня 2010      | 287855                                | новини | українська                                                                              |
| 92  | Громадський простір                   | prostir.ua                |                   | 444100                                | НУО-тематика | українська                                                                              |
| 93  | Прилуки Оперативні                    | pryluky.club              | 8 жовтня 2022     | 11161014                              | новини | українська                                                                              |
| 94  | Верховна Рада України                 | rada.gov.ua               | 1991              | 9213                                  | новини | українська, англійська                                                                  |
| 95  | Радіо Свобода                         | radiosvoboda.org          |                   | 19337                                 | новини, український підрозділ американського державного медіа-холдингу BBG | українська                                                                              |
| 96  | РБК-Україна                           | rbc.ua                    | 2005              | 2189                                  | новини, належить бізнесмену Йосипу Пінтусу | українська, російська                                                                   |
| 97  | RegioNews                             | regionews.ua              | 16 лютого 2011    | 79246                                 | новини | українська, російська                                                                   |
| 98  | Релігійно-інформаційна служба України | risu.ua                   | 1 лютого 2001     | 122561                                | релігійно-інформаційна служба УКУ | українська, англійська, російська                                                       |
| 99  | Рубрика                               | rubryka.com               | квітня 2018       | 80235                                 | новини | українська, російська, англійська                                                       |
| 100 | ШоТам                                 | shotam.info               | 2017              | 350747                                | новини | українська                                                                              |
| 101 | Skrypin.ua                            | skrypin.ua                |                   | 5369726                               | інтернет-телебачення, власник Роман Скрипін | українська                                                                              |
| 102 | Слово і Діло                          | slovoidilo.ua             | 12 грудня 2011    | 35623                                 | новини | українська, російська                                                                   |
| 103 | Слух                                  | slukh.media               | 7 травня 2018     | 609581                                | музичні новини | українська, англійська                                                                  |
| 104 | Спільнобачення                        | spilno.tv                 | 2 травня 2013     | 15195082                              | новини | українська                                                                              |
| 105 | StopFake                              | stopfake.org              | 2 березня 2014    | 465818                                | новини | українська (загалом 14 мовами)                                                          |
| 106 | Суспільне Новини                      | suspilne.media            | 2 грудня 2019     | 8681                                  | новини, інтернет-ЗМІ у складі Національної суспільної телерадіокомпанії України | українська                                                                              |
| 107 | Свідок НТН                            | svidok.online             |                   | нд                                    | сайт новинноїпрограми «Свідок», каналі НТН, належить олігарху Дмитру Фірташу | українська                                                                              |
| 108 | Свідомі                               | svidomi.in.ua             |                   | 864793                                | новини | українська, англійська                                                                  |
| 109 | Театральна риболовля                  | t-fishing.co.ua           | 13 лютого 2018    | 10714250                              | театрально-мистецькі новини | українська                                                                              |
| 110 | Телеграф                              | telegraf.com.ua           | 2012              | 6718                                  | новини | українська, російська                                                                   |
| 111 | Кременчуцький ТелеграфЪ               | telegraf.in.ua            | 2005              | 106739                                | новини | українська                                                                              |
| 112 | Тексти                                | texty.org.ua              | 2010              | 165760                                | новини | українська                                                                              |
| 113 | Insider                               | theinsider.ua             |                   | 5862479                               | новини | українська, російська                                                                   |
| 114 | The Page                              | thepage.ua                | 27 травня 2019    | 96828                                 | новини | українська, російська, англійська                                                       |
| 115 | The Ukrainians                        | theukrainians.org         | травня 2014       | 647499                                | суспільно-політичне | українська                                                                              |
| 116 | Tokar.ua                              | tokar.ua                  |                   | 2558010                               | технології, винаходи, космос, IT-тематика | українська                                                                              |
| 117 | ТСН                                   | tsn.ua                    |                   | 1365                                  | сайт новинної програми ТСН, канал 1+1, належить олігарху Ігорю Коломойському | українська, російська, англійська                                                       |
| 118 | Український тиждень                   | tyzhden.ua                |                   | 462235                                | сайт новин журналу «Український тиждень» | українська                                                                              |
| 119 | United24 Media                        | u24.media                 | 21 липня 2022     | 4143419                               | новини | українська, англійська                                                                  |
| 120 | UaReview                              | uareview.com              |                   | 4231380                               | розваги | українська                                                                              |
| 121 | Український простір Прикарпаття       | ukr-space.com             |                   | 7737423                               | новини | українська                                                                              |
| 122 | Ukr.net                               | ukr.net                   |                   | 499                                   | новини | українська, російська                                                                   |
| 123 | Голос Америки українською             | ukrainian.voanews.com     |                   | нд                                    | український підрозділ американська державного медіа-холдингу BBG | українська                                                                              |
| 124 | Ukrainian Chicago                     | ukrainianchi.com          | 2015              | 3985849                               | новини | українська, англійська                                                                  |
| 125 | Українські новини                     | ukranews.com              |                   | 18955                                 | новини | українська, російська, англійська                                                       |
| 126 | Укрінформ                             | ukrinform.ua              |                   | 20450                                 | новини, українське державне інформаційне агентство | українська, російська, англійська, іспанська, німецька, французька, китайська, польська |
| 127 | Український погляд                    | ukrpohliad.org            |                   | 886501                                | новини | українська                                                                              |
| 128 | Урядовий кур'єр                       | ukurier.gov.ua            |                   | 517785                                | новини | українська                                                                              |
| 129 | УНІАН                                 | unian.ua                  | 1993              | 2395                                  | інформаційне агентство, належить олігарху Ігорю Коломойському | українська, російська                                                                   |
| 130 | Українські національні новини         | unn.com.ua                |                   | 306536                                | новини | українська, російська                                                                   |
| 131 | Національний промисловий портал       | uprom.info                | 2017              | 670882                                | ділова тематика | українська                                                                              |
| 132 | Varosh                                | varosh.com.ua             |                   | 1263078                               | новини | українська                                                                              |
| 133 | Вечірній Київ                         | vechirniy.kyiv.ua         | 1 березня 1927    | 100745                                | новини | українська                                                                              |
| 134 | Вголос                                | vgolos.ua                 |                   | 195518                                | новини | українська                                                                              |
| 135 | Вікна СТБ                             | vikna.tv                  |                   | 17261                                 | сайт новинної програми «Вікна» на каналі СТБ, належить олігарху Віктору Пінчуку | українська, російська                                                                   |
| 136 | The Village Україна                   | village.com.ua            | лютого 2017       | 115286                                | новини | українська, англійська                                                                  |
| 137 | Вінниця.info                          | vinnitsa.info             | 2010              | 243459                                | новини | українська                                                                              |
| 138 | Воля народу                           | volianarodu.org.ua        |                   | 6344108                               | новини | українська                                                                              |
| 139 | Всеосвіта                             | vseosvita.ua              | 16 серпня 2017    | 5122                                  | освітні новини, статті про освіту, бібліотеки методичних матеріалів, підвищення кваліфікації педагогічних працівників. Власники: Литвиненко Іван Миколайович та Литвиненко Леся Анатоліївна | українська                                                                              |
| 140 | XSPORT                                | xsport.ua                 | січня 2014        | 37339                                 | спортивна тематика | українська, російська                                                                   |
| 141 | Zaxid.net                             | zaxid.net                 | 4 травня 2007     | 15617                                 | новини, належить політику Андрію Садовому | українська                                                                              |
| 142 | ZIRKY                                 | zirky.com.ua              | 1 червня 2018     | 123032                                | новини шоу-бізнесу, кіно, української музики | українська                                                                              |
| 143 | Збруч                                 | zbruc.eu                  | 11 лютого 2013    | 328127                                | новини | українська                                                                              |
| 144 | Дзеркало тижня                        | zn.ua                     |                   | 20904                                 | онлайн версія газети Дзеркало тижня | українська, російська, англійська                                                       |
| 145 | Znaj.ua                               | znaj.ua                   | 2015              | 18195                                 | новини | українська, російська                                                                   |
| 146 | Вільне Радіо                          | freeradio.com.ua          | 2018              | 355023                                | новини | українська, російська                                                                   |
| 147 | SPEKA                                 | https://speka.media       | 2021              |                                       | новини, технології, бізнес, наука | українська                                                                              |
| 148 | Одеса 24                              | https://odesa24.com.ua/   | 2024              |                                       | новини, погода | українська                                                                              |
| 149 | Dnipro.media                          | https://www.dnipro.media/ | 2024              |                                       | Незалежне медіа міста Дніпро, новини, життя Дніпра, події у місті, розслідування | українська                                                                              |
| 150 | Forex.ua                              | https://forex.ua/         | 2004              |                                       | Новини фінансів та економіки України | українська                                                                              |
| 151 | Інтент                                | https://intent.press/     | 2009              | 65222 на 01.06.2025                   | Незалежне суспільно-політичне медіа про Південь України. | українська, англійська                                                                  |
| 151 | Київ сьогодні                         | https://kievtoday.com/    | 2025              |                                       | Головні новини столиці України | українська                                                                              |

## Перелік інтернет-ЗМІ які містять інформацію українською
|   | Назва видання | Домен сайту       | Заснування      | Місце в світовому рейтингу SimilarWeb | Короткий опис                                                  | Доступні мови |
| - | ------------- | ----------------- | --------------- | ------------------------------------- | -------------------------------------------------------------- | --- |
| 1 | Hyser         | hyser.com.ua      | 2015            | 29186                                 | новини                                                         | російська, українська                                                                                                   |
| 2 | ІнформНапалм  | informnapalm.org  | 2014            | 723962                                | новини                                                         | російська, українська, англійська, німецька, французька, іспанська, білоруська, болгарська, польська (загалом 31 мовою) |
| 3 | Kino-teatr.ua | kino-teatr.ua     |                 | 142016                                | кінематографічна тематика                                      | російська, українська                                                                                                   |
| 4 | Корреспондент | korrespondent.net | 18 березня 2002 | 2356                                  | новини, належить олігарху Сергію Курченку                      | російська, українська                                                                                                   |
| 5 | Крим.Реалії   | krymr.com         | 2014            | 84351                                 | кримський підрозділ, американський державний медіа-холдинг BBG | російська, українська, кримськотатарська                                                                                |
| 6 | ЛІГА.net      | liga.net          | 26 вересня 2000 | 10343                                 | новини                                                         | російська, українська                                                                                                   |
| 7 | Politeka      | politeka.net      |                 | 26933                                 | новини                                                         | російська, українська                                                                                                   |
| 8 | Ракурс        | racurs.ua         |                 | 52673                                 | новини                                                         | російська, українська                                                                                                   |
| 9 | tochka.net    | tochka.net        |                 | 70612                                 | розваги                                                        | російська, українська                                                                                                   |

## Список закритих україномовних інтернет-ЗМІ
| # | Назва видання | Домен сайту      | Заснування | Закриття      | Короткий опис                                                        | Доступні мови         |
| - | ------------- | ---------------- | ---------- | ------------- | -------------------------------------------------------------------- | --------------------- |
| 1 | Сегодня       | ukr.segodnya     | 1997       | 11 липня 2022 | новини, належали олігарху Рінату Ахметову                            | російська українська  |
| 2 | UA-Футбол     | ua-football      |            | 11 липня 2022 | спортивна тематика, належали олігарху Рінату Ахметову                | російська українська  |
| 3 | ТРК Україна   | kanalukraina.tv  |            | 11 липня 2022 | новини, сайт новин каналу Україна, належить олігарху Рінату Ахметову | українська російська  |
| 4 | Телекритика   | telekritika.ua   |            |               | медіапубліцистика                                                    | російська, українська |
| 5 | Бізнес        | business.ua      |            |               | бізнес тематика                                                      | українська            |
| 6 | Духовність    | dukhovnist.in.ua |            |               | релігійна тематика                                                   | українська, російська |
| 7 | Район         | rayon.in         |            |               | новини                                                               | українська            |
| 8 | Шкільне життя | schoollife.org   |            |               | освітня тематика                                                     | українська            |
| 9 | VIDIA         | vidia.ua         |            |               | новини                                                               | українська            |

- (не оновлюється з 11 липня 2022 року)
- Авіація України[7] (не оновлюється з 2016 року)
- ГолосUA[8] (україномовну версію вилучено у 2015 році)
- Коментарі: [9] (україномовну версію вилучено у 2015 році)
- Публіцист[10] (не працює з січня 2018 року)
- ТелеПростір (не оновлюється з грудня 2017 року)
- Сумно? (не оновлюється з 2016 року)
- УРА-Інформ[11] (україномовну версію вилучено у 2014 році)
- ArtNews.in.ua[12] (не працює з 2015 року)
- Foot-ball.net.ua[13] (не працює з 2014 року)
- Infographics (UA) (не оновлюється з 2017 року)
- Vidgolos[14] (не працює з 2016 року)
- kino.net.ua (не оновлюється з 2017 року)
- NewWestMedia[15] (не оновлюється з травня 2018 року)
- Cultprostir[16] (не оновлюється з листопада 2017 року)
- Пресс Центр[17] (не оновлюється з листопада 2021 року)